# Syzygium rama-varmae
Espèce
Synonymes
- Eugenia rama-varmae Bourd.[1]
- Jambosa rama-varmae (Bourd.) Gamble[1]

Statut de conservation UICN

 VU B1+2c : Vulnérable
Syzygium rama-varmae est une espèce de plantes à fleurs du genre Syzygium de la famille des Myrtaceae. C'est un arbre originaire des états du Kerala et du Tamil Nadu en Inde. Il pousse en milieu tropical à saison sèche.